# Timur Žamaletdinov
Timur Abdurašitovič Žamaletdinov (in russo Тимур Абдурашитович Жамалетдинов?; Mosca, 21 maggio 1997) è un calciatore russo, attaccante del Znamja Truda.

## Caratteristiche tecniche
È un attaccante dal fisico longilineo, che gli permette di giocare sia al centro che sulle fasce. Viene prevalentemente utilizzato come prima punta.

## Carriera
Nato a Mosca, Žamaletdinov muove i suoi primi passi da calciatore con il CSKA Mosca, dove completa il settore giovanile. Nella stagione 2014-2015 realizza tre gol in Youth League contro Roma, Bayern Monaco e Manchester City. Si ripete nella stagione successiva, realizzando una doppietta e un assist nella vittoriosa partita casalinga contro il Manchester United, e in quella ancora dopo, dove porta i suoi ai quarti di finale grazie ad una rete contro i pari età del Rosenborg, match in cui indossa addirittura la fascia da capitano.
Nel corso della stessa stagione, il 9 aprile 2017, esordisce in Prem'er-Liga disputando un minuto nella trasferta contro il Krasnodar. Nel 2017-2018 esordisce in Champions League, siglando un gol contro il Benfica che si rivela tuttavia inutile. L'8 settembre 2017, nella trasferta contro l'Amkar Perm' realizza il suo primo gol in campionato da professionista.
Nel corso della stagione 2018-2019, resta nel giro della prima squadra del CSKA, ma a gennaio viene ceduto in prestito al Lech Poznań, con il quale esordisce l'8 febbraio nella gara interna persa contro lo Zagłębie Lubin. Il 20 aprile 2019 realizza il suo primo gol in Ekstraklasa contro lo Jagiellonia Bialystok. A fine anno sembra inizialmente pronto a tornare in Russia, ma successivamente il Lech prolunga il prestito. Nel corso della stagione 2019-2020, tuttavia, troverà poco spazio, terminando il campionato con la formazione riserve, per la quale realizza 2 reti in 6 gare.

## Palmarès

### Club

#### Competizioni nazionali
- Supercoppa di Russia: 1

CSKA Mosca: 2018